# Herreriaanse stijl

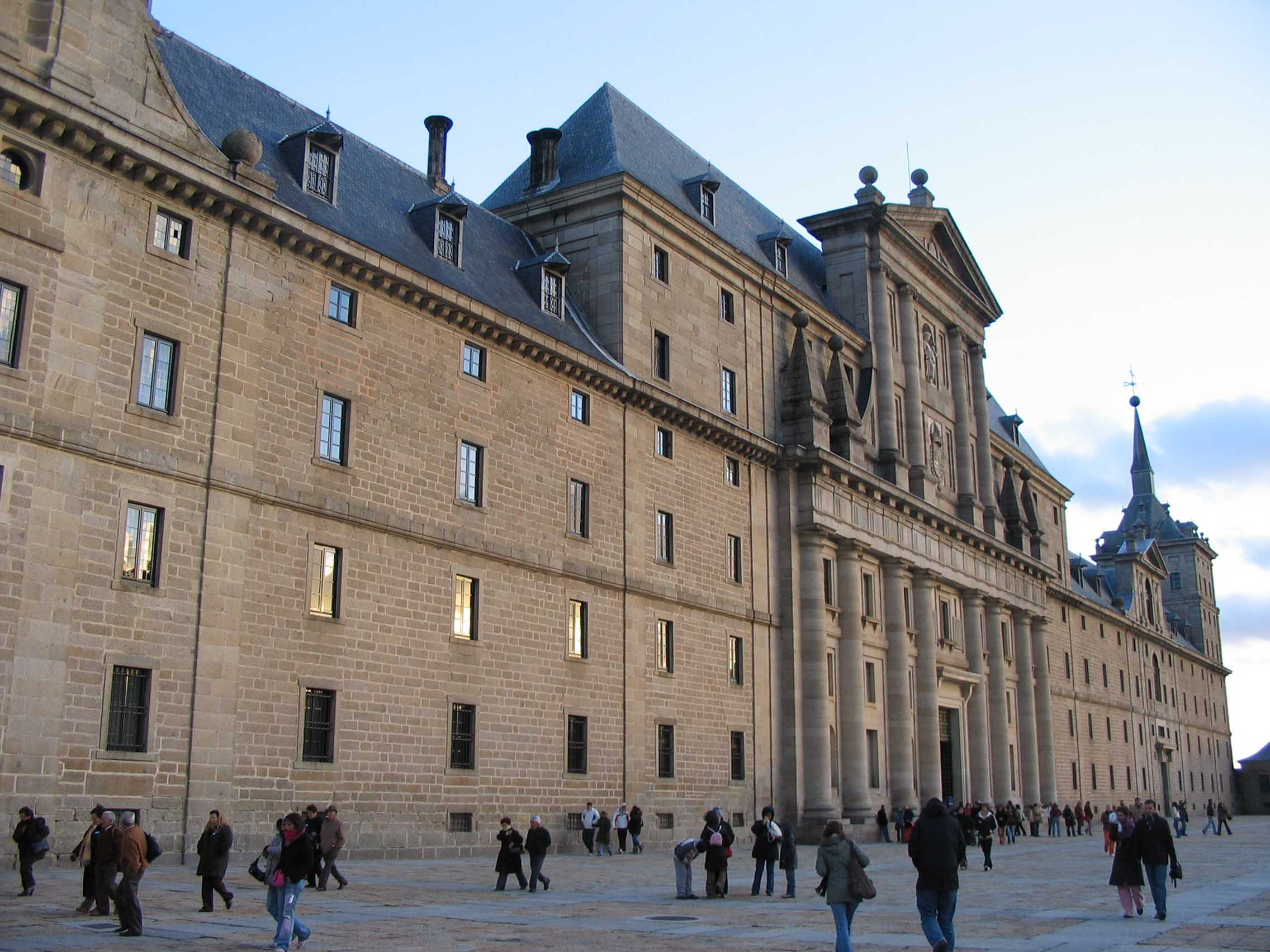
Façade van het klooster van El Escorial

De Herreriaanse stijl (Spaans:estilo herreriano of arquitectura herreriana) is een bouwstijl in Spanje, die gezien kan worden als een Spaanse variant op de Europese renaissancearchitectuur. De Spaanse architect Juan de Herrera (1530-1593) is de naamgever van deze stijl.

## Kenmerken
De bouwstijl wordt gekarakteriseerd door de sterk uitgezette lijnen en het gebrek aan decoratie. Tijdgenoten noemden het ook wel de onversierde stijl. De stijl benadrukt architectonische eenvoud en soberheid en wordt door sommigen ervaren als kaal en somber.
De Herreriaanse stijl werd voornamelijk toegepast bij grote, monumentale projecten. Voorbeelden zijn: het Escorial, de Kathedraal van Valladolid, de Lonja (zijdemarkt) van Sevilla, het klooster van Santa Teresa in Ávila en het Colegio de Nuestra Señora de La Antigua in Monforte de Lemos. De stijl verspreidde zich ook naar de Spaanse koloniën. Voorbeelden aldaar zijn de kathedralen van Mexico-Stad en Puebla.

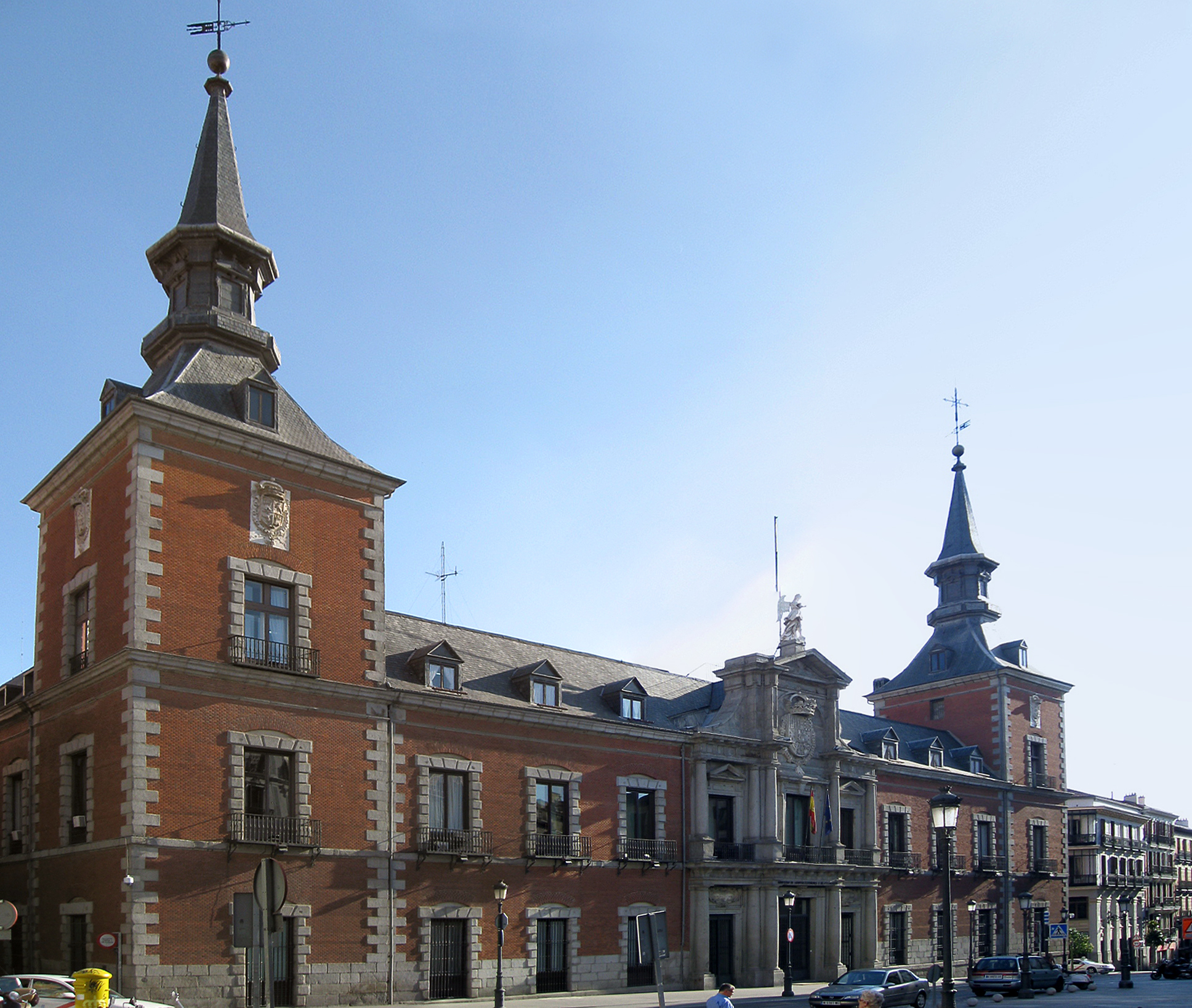
Palacio de Santa Cruz, Madrid
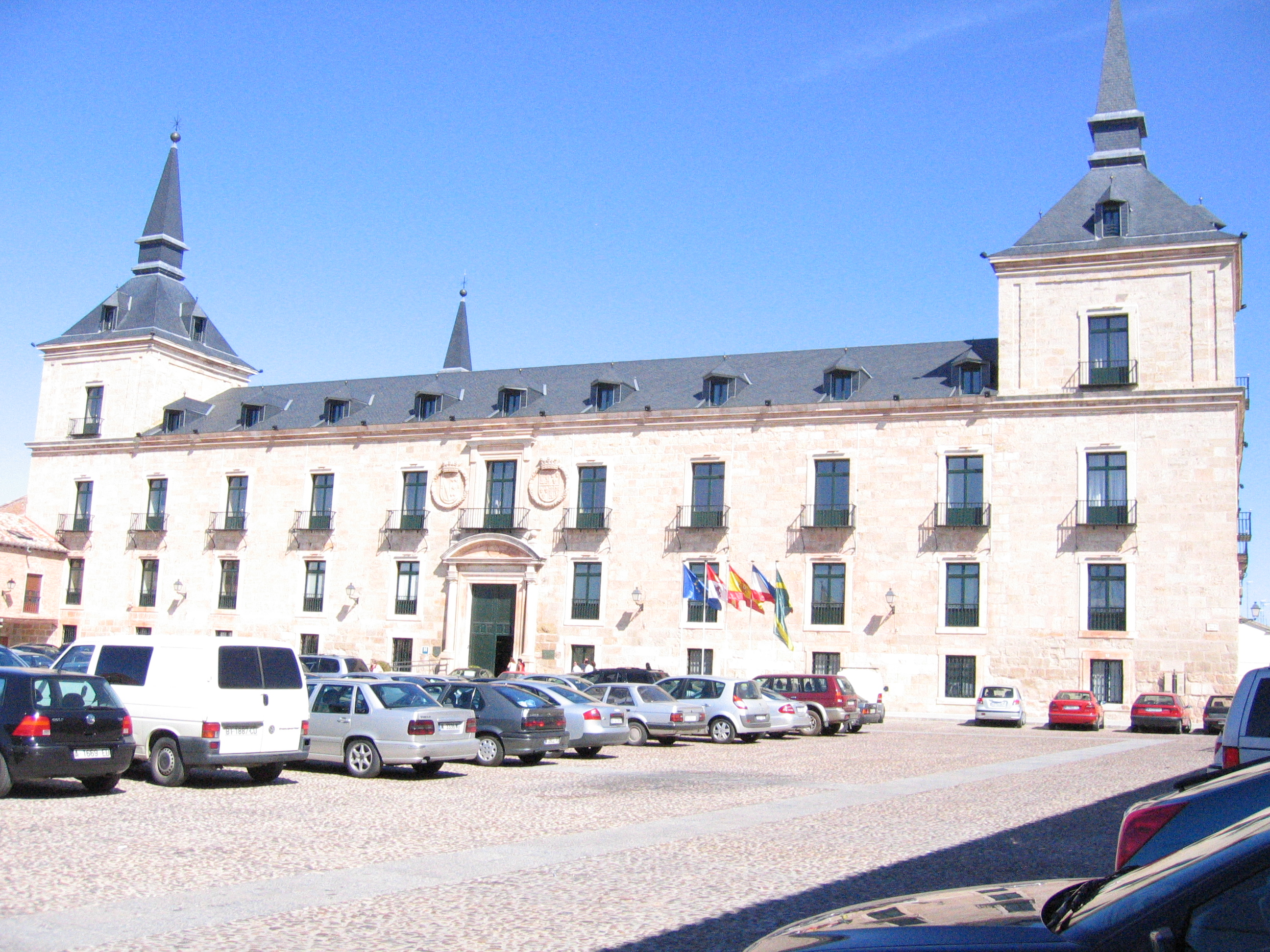
Palacio Ducal Lerma, Burgos
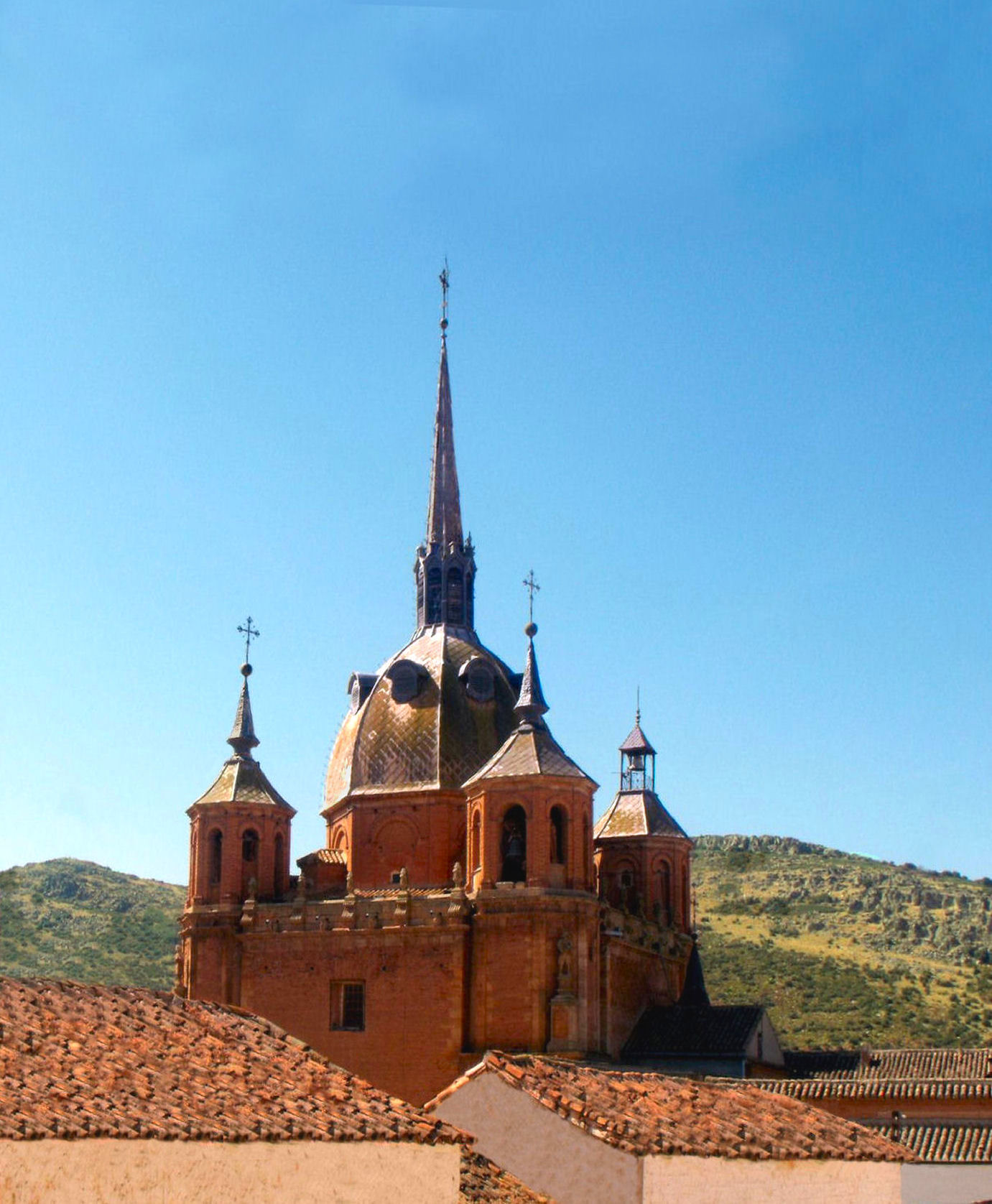
Iglesia San Carlos del Valle, Ciudad Real